# 西拉尔科普帕
西拉尔科普帕（Siralkoppa），是印度卡纳塔克邦Shimoga县的一个城镇。总人口14501（2001年）。

## 人口
该地2001年总人口14501人，其中男性7303人，女性7198人；0—6岁人口2118人，其中男1094人，女1024人；识字率68.13%，其中男性为70.38%，女性为65.85%。